# 버지니아 매케나
버지니아 매케나 여사(영어: Dame Virginia McKenna, DBE, 1931년 6월 7일 ~ )는 잉글랜드의 배우이다.
영화 《A Town Like Alice》에서의 연기로 영국 아카데미 여우주연상을 받았으며, 《야성의 엘자》로는 골든 글로브상 여우주연상 후보에 지명되었다.

## 출연 작품
- 잔인한 바다
- 야성의 엘자
- 나폴레옹
- 슬라이딩 도어즈
- 에델과 어니스트

## 서훈
- 2004년 대영 제국 훈장 4등급(OBE)[1]
- 2023년 대영 제국 훈장 2등급(DBE, 작위급 훈장)[2]